# Дубрава (Омская область)
Дубрава — деревня в Колосовском районе Омской области. Входит в состав Строкинского сельского поселения.

## История
Основана в 1896 г. В 1928 году посёлок Николаевский состоял из 80 хозяйств, основное население — белорусы. В составе Квашниновского сельсовета Нижне-Колосовского района Тарского округа Сибирского края. В 1964 году Указом Президиума ВС РСФСР деревня Николаевка переименована в Дубраву.

## Население
| 1926 | 2010 |
| ---- | ---- |
| 470  | ↘60  |